# Saint-Étienne-des-Guérets
Saint-Étienne-des-Guérets är en kommun i departementet Loir-et-Cher i regionen Centre-Val de Loire i de centrala delarna av Frankrike. Kommunen ligger i kantonen Herbault som tillhör arrondissementet Blois. År 2022 hade Saint-Étienne-des-Guérets 115 invånare.

## Befolkningsutveckling
Antalet invånare i kommunen Saint-Étienne-des-Guérets
| Referens: INSEE |